# Piezotechnik
Dieser Artikel befindet sich derzeit in der Qualitätssicherung im WikiProjekt Elektrotechnik des Portal Elektrotechnik. Wenn du dich mit dem Thema auskennst, bist du herzlich eingeladen, dich an der Prüfung und möglichen Verbesserung des Artikels zu beteiligen. Der Meinungsaustausch dazu ist in der Diskussion (Artikel „Piezotechnik“ eintragen) zu finden.
Die Piezotechnik beschäftigt sich mit Anwendungen, die den piezoelektrischen Effekt bestimmter Kristalle oder Polymere ausnutzen.
Wird an einem piezoelektrischen Kristall eine elektrische Spannung angelegt, reagiert dieser mit einer mechanischen Spannung, die zu einer Formveränderung führt. Wird andererseits eine mechanische Spannung ausgeübt, reagiert der Piezokristall umgekehrt mit Erzeugung einer elektrischen Spannung.
Im Piezodrucker wird diese Formveränderbarkeit in winzigen Piezodüsen benutzt, um die Tinte in kleinen Tröpfchen herauszuschleudern. Dabei werden Frequenzen bis zu 23 kHz erreicht. Piezodrucker finden vielfältigen Einsatz im Bereich der Markierung, z. B. Barcodedruck auf Verpackungen und in Hochleistungsdrucksystemen für Werbung und Textil.
Ein häufiger Anwendungsfall sind kleine Lautsprecher, die als Hochtöner oder einfacher Lautsprecher oder Signalgeber (wie zum Beispiel bei Feuermeldern oder Desktop-Computern) zum Einsatz kommen.
Weitere Einsatzgebiete der Technik sind die Kristallabtaster von Plattenspielern. Die Abtastnadel hängt hier an zwei um 90° zueinander angeordneten Kristallen, die die Seitenschrift der Rille auslesen.
Die piezoelektrischen Kristalle erlauben sehr hohe Frequenzen. So werden sie auch als sehr scharf begrenzende Oberflächenwellenfilter in der Rundfunkempfangstechnik eingesetzt.
Darüber hinaus werden sie zur Erzeugung von Ultraschall in Reinigungsanlagen bis in den Bereich von Kilowatt eingesetzt.
Es gibt auch erfolgreiche Versuche, die Piezotechnik zur Gewinnung von Strom durch Human-Energy zu nutzen. Dabei werden Piezoelemente in Stiefelabsätze beziehungsweise in Bodenbeläge stark frequentierter Wege und Plätze eingebaut.
Dieser Effekt wird teilweise auch für die Fahrzeugerkennung an Lichtsignalanlagen mit verkehrsabhängiger Steuerung verwendet.